# Partit Socialista de Catalunya-Reagrupament
El Partit Socialista de Catalunya-Reagrupament (en español: Partido Socialista de Cataluña-Reagrupamiento) fue un partido político catalán de ideología socialdemócrata fundado por Josep Pallach.
Tiene su origen en el ala moderada del Moviment Socialista de Catalunya (MSC), fundado en Francia en 1946. En agosto de 1966 Josep Pallach y sus seguidores se separan de esta organización, tras publicar un documento para crear un amplio movimiento de izquierda demócrata y no consensuarlo con la dirección interior de la organización, y fundan con gente de Esquerra Republicana de Catalunya, Acción Catalana, la Confederación Nacional del Trabajo y el Front Nacional de Catalunya el Secretariat d'Orientació de la Democracia Social Catalana. Pallach era contrario al trabajo común con los comunistas, no ve con buenos ojos la colaboración con los nuevos socialistas (Front Obrer de Catalunya, Força Socialista Federal, etc.) y realiza su acción sindical en la Unión General de Trabajadores y de otras organizaciones sindicales que constituyeron la Alianza Sindical Obrera.
Con el regreso de Pallach en 1970 a Cataluña su organización aumenta su actividad para llegar a la ciudadanía, incluyendo la presentación de candidaturas democráticas en ayuntamientos e incluso a procurador en Cortes por el Tercio familiar, aprovechando los resquicios que permitía el régimen, aunque sectores de izquierdas de la oposición antifranquista vean esas campañas como un hecho oportunista y en algunos casos obstaculizada con mucha dureza su campaña por elementos del régimen, Obtiene un buen número de concejales que son la herramienta que permite avanzar en el proyecto.
El 10 de noviembre de 1974 tras un congreso realizado en la Abadía de Montserrat el Secretariat confluye con grupos que previamente había colaborado como el sector mayoritario de Esquerra Republicana de Catalunya, el grupo de Izquierda cristiana catalanista que está alrededor de Josep Verde y diferentes grupos comarcales, siendo el principal el ilerdense Bloc Popular de les Terres de Lleida, creando el Reagrupament Socialista i Democràtic de Catalunya (Reagrupamiento Socialista y Democrático de Cataluña). El partido defiende un socialismo democrático y pluralista que esta adherido a los principios ortodoxos de la Internacional Socialista, la unidad sindical a través de una convergencia voluntaria de los trabajadores sindicados, las libertades políticas y sociales, una posición de no alineamiento criticando tanto al bloque comunista como las carencias que tenía el mundo capitalista contemporáneo, la integración en Europa y un solución federal para los territorios de España. Para tener una cobertura legal para sus actividades (que todavía eran clandestinas) y una infraestructura para realizarlas, importantes cuadros del partido inscriben ante notario en Barcelona el 3 de marzo de 1975 una empresa de teórica edición  y publicación de revistas prensa y libros llamada Edicions Contanporánies.El partido  a través de sus cargos municipales y sus militantes en el tejido asociativo es parte primordial de un movimiento de protesta que surge tras la negativa del alcalde de Barcelona Enric Masó Vázquez, para permitir una propuesta del concejal Jacint Soler Padro hecha en el pleno municipal del 4 de marzo de 1975 para destinar una partida de cien millones de pesetas del presupuesto municipal de ese mismo año para la enseñanza del catalán en la EGB. Eso unido al hecho de que el Ayuntamiento de Gerona deniegue una partida para el fomento de la cultura catalana lleva a un fuerte movimiento ciudadano que obligó a Masó a rectificar.Entre abril y mayo de 1975 el Institut Catolic d'Estudis Socials de Barcelona lanza un ciclo de conferencias denominado Les terceres vies a Europa, donde las fuerzas políticas de oposición más representativas explican sus propuestas. Pallach da su conferencia en el Colegio de Arquitectos de Cataluña el día 28 de abril.En ese mismo año el partido se integra en la Asamblea de Cataluña  y en la Plataforma de Convergencia Democrática y es una de las organizaciones fundadoras Consejo de Fuerzas Políticas de Cataluña. Polemiza fuertemente con Convergència Socialista de Catalunya sobre sus respectivas visiones del socialismo.Esquerra abandona el partido en mayo del 76 y en esas fechas adopta el nombre  de Partit Socialista de Catalunya, hecho que le ocasiona grandes reproches por parte de otros grupos que ven un intento de patrimonializar el concepto de socialismo. Deberá añadir así la coletilla de ex-Reagrupament a sus siglas. Ante las políticas del gobierno Suárez, el partido bascula entre el aplauso por el fin del Movimiento y unas exigencias que incluían la aceptación de todos los partidos políticos, incluidos los de a la izquierda del PCE, la formación de un amplio gobierno de unidad nacional que conduzca la celebración de las próximas elecciones con neutralidad y el restablecimiento de la Generalitat, antes de la celebración de aquellas. Pallach aunque se muestra contento por la no celebración de elecciones municipales al modo franquista, cree que como la situación empeora por momentos urge la celebración de elecciones municipales democráticas con premura. El partido intenta crear un frente amplio democrático catalán  que va desde Convergencia Democrática de Cataluña hasta Partit Socialista de Catalunya-Congrés para concurrir a las futuras elecciones, lo que causa una fuerte desconfianza entre un sector partidario de la unidad socialista. El partido se muestra ambivalente ante la celebración del Referéndum sobre el Proyecto de Ley para la Reforma Política, cree que una buena noticia, ya que se dan pasos hacia la democracia y aunque no estén plenamente satisfechos con cómo han transcurrido los hechos, la posición es no ejercer un boicot activo.El éxito suarista da parte de razón al partido que hace autocrítica, como parte de la oposición, de las políticas maximalistas de aquella. El partido era partidario de una negociación directa gobierno- oposición catalana en asuntos concernientes a Cataluña. En ese mismo año el partido hace una intensa campaña para darse a conocer él y sus políticas por todo territorio catalán y hace contactos con los partidos europeos de la Internacional Socialista para exponer sus puntos de vista ante aquellos.
El partido celebra su  3.er congreso en Barcelona  el 9 de enero de 1977. En él el pragmatismo pallachiano (frente amplio democrático-catalanista para concurrir a la próximas elecciones, aceptación critica de la voladura interna del régimen hecha por Suárez, etc.) lleva una fuerte contestación a la políticas realizadas últimamente por una parte mas izquierdista de la organización además pierde el patrocinio del SPD, por que este jugara la carta PSOE como opción socialista.La muerte de Pallach  el dia 11 de ese mes cuando era trasladado a la unidad coronaria de Bellvitge por un infarto que le dio mientras daba  su clases en la Escuela de Magisterio en Gerona a causa las tensiones sufridas en las jornadas anteriores deja al partido en shock. Josep Verde es elegido secretario general de consenso en un congreso extraordinario apresurado, celebrado a los pocos días de la muerte de Pallach.
El partido es inscrito en el registro de partidos políticos el 7 de marzo de ese año. En las elecciones generales de 1977, a pesar de ser el máximo promotor e impulsor del Front d'Esquerres (1977), se presenta en coalición con Convergència Democràtica de Catalunya (CDC) y otros grupos nacionalistas catalanes en el Pacte Democràtic per Catalunya. Acto que hace que críticos como Rodolfo Guerra y Francesc Martí i Jusmet abandonen el partido y se integren en Socialistes de Catalunya. El Pacte obtiene 11 escaños (de ellos 4 para el partido). Inmediatamente después de las elecciones el PSC-R se desvincula de la coalición en tanto que sus diputados se integran en el Grupo Mixto del Congreso (salvo Joaquim Arana, que siguió a sus excompañeros del Pacte al Grupo Vasco-Catalán) y cambiar su estrategia. En los meses siguientes se decanta por la convergencia socialista con el Partit Socialista de Catalunya-Congrés y la federación catalana del PSOE (si bien en octubre de 1977 sus tres diputados en el Congreso se integran en la Minoría Catalana) para fundar en julio de 1978 el Partido de los Socialistas de Cataluña, y este proceso se incorporan al partido Joan Cornudella que encabeza en ese tiempo el Front Nacional de Cataluña , su hijo Joan y algunos seguidores suyos que eran partidarios de la unidad socialista. Los sectores más catalanistas se descuelgan del proceso unitario y se integraran en CDC (Pere Balta y posteriormente Josep Ferrer) o en Esquerra Republicana de Catalunya (Arana y su círculo ilerdense y un grupo de militantes de Solidaritat d'Obrers de Catalunya encabezados por su secretario general Xavier Casassas i Miralles) y un grupo de seguidores y colaboradores de Pallach (incluida su viuda) que desde finales del 77 se excluían del entorno del partido, por como la dirección del partido encabezada por Verde llevaba el proceso de unidad formaran un efímero Partit Socialista Democratic en noviembre de 1978, para luego orbitar sus miembros en el entorno de ERC.